# Пітер Бьотке
Пітер Джозеф Бьотке ([ˈbɛtki], народився 3 січня 1960) — американський економіст Австрійської школи. Бьотке є професором економіки та філософії в Університеті Джорджа Мейсона; Професор BB&T з вивчення капіталізму, віце-президент з досліджень і директор програми Ф. А. Гаєка з поглиблених досліджень у галузі філософії, політики та економіки в Mercatus Center при GMU.

## Раннє життя та освіта
Бьотке народився та виріс у Равеї, штат Нью-Джерсі, у родині Фреда та Елінор Бьотке. У середній школі та коледжі грав за шкільну баскетбольну та тенісну команди. 
Він навчався в коледжі Тіла в Грінвіллі, штат Пенсільванія, а пізніше в Коледжі Гроув-Сіті в сусідньому Гроув-Сіті, штат Пенсільванія. У Гроув-Сіті він зацікавився економікою, коли пройшов курс, який викладав Ганс Зенгольц і там він розвинув свої релігійні переконання. Закінчивши ступінь бакалавра (1983) з економіки в Коледжі Гроув-Сіті, Бьотке вступив до Університету Джорджа Мейсона, де отримав ступінь магістра (1987) і доктора філософії. (1989) з економіки. Його дисертація: «Політична економія радянського соціалізму, 1918–1928 рр. під керівництвом Дона Лавуа».

## Кар'єра
Після отримання ступеня доктора Бьотке викладав у кількох установах, включаючи Оклендський університет, Манхеттенський коледж та Нью-Йоркський університет. У 1998 році він повернувся до Університету Джорджа Мейсона як викладач. У 2004 році він був призначений стипендіатом Гаєка в Лондонській школі економіки. Він також був стипендіатом Американського інституту політичних та економічних досліджень Карлового університету/Джорджтаунського університету в Празі та запрошеним науковцем в Інституті Гувера з війни, революції та миру в Стенфордському університеті. Він також став афілійованим членом кафедри філософії в Університеті Джорджа Мейсона, а в 2012 році йому було присуджено почесну ступінь доктора соціальних наук в Університеті Франциско Маррокіна. 
Окрім академічних посад він є віце-президентом з досліджень у Mercatus Center та директором Програми Ф. А. Гаєка з поглиблених досліджень у галузі філософії, політики та економіки. До 2007 р. Бьотке обіймав посаду директора аспірантури для докторантури. програма з економіки в Джорджа Мейсона. Він є редактором огляду австрійської економіки і є віце-президентом Товариства Мон Пелерін на термін 2018-2020 років. З 2016 по 2018 рр. був президентом товариства

## Інші заняття
Бьотке працював інструктором з тенісу перш ніж отримати диплом з економіки. Після аспірантури він почав тренувати юнацький баскетбол і зрештою тренував у середній школі та на елітному рівні AAU, пройшовши кваліфікацію до національного чемпіонату AAU 16U у 2007 році. Кілька його гравців досягли змагань на рівні коледжу. У 2009 році його ввели на посаду тренера до місцевої Зали слави баскетболу в Північній Вірджинії. 

## Аналітичний анархізм
Аналітичний анархізм — це назва, дана Бьотке позитивній політичній економії анархізму, або анархізму з економічної точки зору, у лібертаріанській традиції «До нової свободи» Мюррея Ротбарда (1973) і Девіда Фрідмана «Механізм свободи». (1973). Бьотке стверджує, що аналітичний анархізм розвинувся з цієї традиції і в даний час його дотримуються такі економісти як Пітер Лісон, Едвард Стрінгем і Крістофер Койн. Ці професори мають відношення до Mercatus Center і до факультету економіки Університету Джорджа Мейсона. 

## Публікації
Книги
- Жива економіка: вчора, сьогодні і завтра (Незалежний інститут та Університет Франциско Маррокіна, 2012 р.)ISBN 978-1-59813-072-0 .
- Контекст має значення: інститути та підприємництво (у співавторстві з Крістофером Койном (професор) ) (Now Publishers, 2009)ISBN 978-1601982063
- Битва ідей: економіка та боротьба за кращий світ
- Чи схильний незалежний неприбутковий сектор до невдач? (у співавторстві з Давидом Причітко)
- Політична економія радянського соціалізму: роки становлення, 1918–1928 (Kluwer, 1990)ISBN 0-7923-9100-4 .
- Чому перебудова зазнала невдачі: економіка та політика трансформації соціалізму (Рутледж, 1993)ISBN 0-415-08514-4 .
- Розрахунок і координація: нариси соціалізму та перехідної політичної економії (Рутледж, 2001)ISBN 0-415-77109-9 .
- Економічний спосіб мислення з Полом Гейном і Девідом Причітко (Пірсон, 2014)ISBN 978-0-13-299129-2 .
- Aligica, Paul Dragos; Boettke, Peter (2009). Challenging Institutional Analysis and Development: The Bloomington School. Routledge. ISBN 978-0-415-77820-6.

Редактор видань
- Ринковий процес: нариси сучасної австрійської економіки з Давидом Причітко . Едвард Елгар, 1994 рік.
- Крах планування розвитку . Видавництво Нью-Йоркського університету, 1994.
- Компаньон Елгара до австрійської економіки . Елгар, 1994
- Ринковий процес, 2 томи, Давид Причітко . Елгар, 1998
- Спадщина Ф. А. Хайєка: політика, філософія, економіка, 3 томи. Едвард Елгар, 1999 рік
- Соціалізм і ринок: переглянута дискусія про соціалістичний розрахунок, 9 томів. Рутледж, 2000.
- Спадщина Людвіга фон Мізеса: теорія та історія, ред. з Пітером Лісоном . 2 томи Олдершот: Едвард Елгар, 2006.ISBN 978-1-84064-402-9
- Економічна точка зору, перший том Зібрання творів Ізраїля Кірцнера, відредагований разом із Фредеріком Соте та опублікований Liberty Fund, грудень 2009 року.
- Довідник із сучасної австрійської економіки, Едвард Елгар, 2010.
- Теорія ринку та система цін, другий том Зібрання творів Ізраїля Кірцнера, відредагований разом із Фредеріком Соте та опублікований Liberty Fund, травень 2011 року.
- Есе про капітал, третій том Зібрання творів Ізраїля Кірцнера, відредагований разом із Фредеріком Соте та опублікований Liberty Fund, 2012.
- Оксфордський довідник з австрійської економіки, з Крістофером Койном. жовтень 2015 року.
- Економічна роль держави (ред. з Пітером Лісоном ). Челтнем: Едвард Елгар, 2015.

## Особисте життя
Бьотке проживає у Ферфаксі, штат Вірджинія, з дружиною та двома синами. 